# Doktor Krall
Doktor Krall är ett svenskt barnprogram i 27 femminutersavsnitt som hade premiär 1974. Upphovsmän till programmet var Håkan Alexandersson och Carl Johan De Geer, som tidigare gjort Tårtan och senare gjorde Privatdetektiven Kant.

## Handling
Serien handlar om studenten Rolf (spelad av Erik Appelgren) som minns sina upplevelser för länge sedan hos den märklige Doktor Krall (spelad av Krister Broberg), som på sin klinik kämpar mot sjukdomar och depressioner som kan drabba råttor, paddor, kaniner och hästar. Krall tröstar sig ofta med att spela på en vacker Hammondorgel i valnöt. Rolf försöker hjälpa till på kliniken men mycket går snett. Bland annat drabbas Rolf av afrikansk sömnsjuka från en tsetsefluga, och han råkar förstöra mycket av kliniken medan han försöker framställa en hostmedicin. Ökenråttorna Hans och Greta spelar stor roll i detta förtätade kammarspel.

### Signaturmelodi
Små sjuka råttor, hästar och kaniner får hjälp av en viss doktor Krall. Förkylda paddor kan få smådjursmedicin och goda råd av Rolf.

## Medverkande
Källa: 
- Krister Broberg - Doktor Krall
- Erik Appelgren - Rolf